# El desbarrancadero
El desbarrancadero és una novel·la de l'escriptor colombià nacionalitzat mexicà Fernando Vallejo. Va ser publicada per Alfaguara en 2001 abans de La rambla paralela. Es considera com una obra d'escriptura aberrant, càustica i desmesurada de la literatura hispanoamericana amb una lúcida força literària. L'obra va ser guardonada amb el Premi Rómulo Gallegos 2003 en la seva XIIIa edició.